# Hlyboke
Hlyboke  (ucraniano: Глибоке) es una localidad del Raión de Bilhorod-Dnistrovskyi en el Óblast de Odesa de Ucrania. Según el censo de 2001, tiene una población de 1232 habitantes.